# 崔善姬
崔善姬（朝鲜语：／ Choe Seon-hui，1964年8月10日—），朝鲜民主主义人民共和国外交官，現任外务相。曾任外务省副相、國務委員會委員及最高人民會議代議員，负责北美及朝鲜核问题相关事务。

## 生平
崔善姬出生于1964年，其父亲（一说继父）为曾任朝鲜内阁总理的崔永林。崔善姬年轻时，曾在中华人民共和国、奥地利和马耳他留学，英语流利。20世纪80年代，崔善姬进入朝鲜外务省工作，长期参与美国事务以及朝鲜核问题谈判，并在很长一段时间内担任第一副外相金桂冠的助手和翻译。在前美国总统比尔·克林顿2009年以及吉米·卡特2010年访问平壤期间，崔善姬还曾担任翻译。
2010年10月，崔善姬担任朝鲜民主主义人民共和国外务省美洲局副局长，2016年升任局长。2018年，接替韩成烈，出任负责北美事务和朝核问题谈判的副外相。2019年2月，出席第二次朝美首腦會談。同年3月，於最高人民會議選舉當選。然後又在4月入選國務委員會委員，成为繼金正恩姑姑金敬姬後另一位躋身權力核心的女性官員。2022年6月，崔善姬出任朝鲜外务相，是為該國首位女外務相。